# شینوبو ناکایاما
شینوبو ناکایاما (انگلیسی: Shinobu Nakayama؛ زادهٔ ۱۸ ژانویهٔ ۱۹۷۳) یک هنرپیشه، و خواننده اهل ژاپن است.
از فیلم‌ها یا برنامه‌های تلویزیونی که وی در آن نقش داشته است می‌توان به مشت افسانه‌ای اشاره کرد.